# Lamborghini Centenario
La Lamborghini Centenario LP770-4 est une supercar du constructeur automobile italien Lamborghini et présentée le 1er mars 2016 au salon international de l'automobile de Genève.
Elle marque le centième anniversaire du fondateur de la marque, Ferruccio Lamborghini (1916-1993). Le design est un mélange entre une Veneno et une Aventador.
Seuls 40 exemplaires (20 coupés et 20 roadsters) ont été produits.

## Présentation

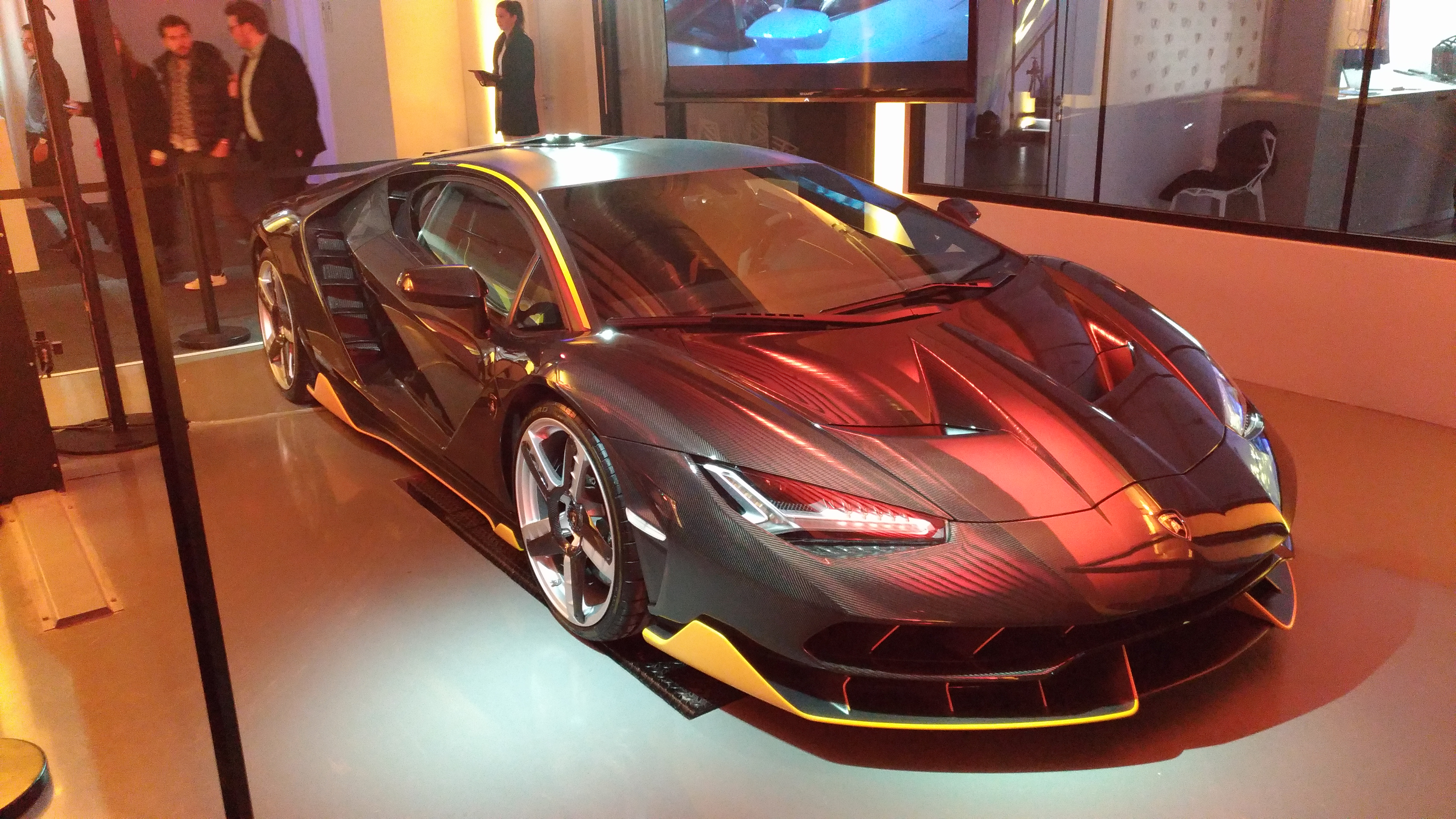
Lamborghini Centenario à l'inauguration de la concession Lamborghini Paris.

Présentée au salon de Genève 2016, elle affiche une puissance de 770 ch avec un 0 à 100 km/h en 2,8 secondes et une distance de freinage 100-0 km/h de 30 mètres. Cette Lamborghini peut atteindre les 352 km/h, soit plus que la Lamborghini Aventador LP 700-4.  
Centenario est dotée du châssis monocoque en fibre de carbone de la Lamborghini Aventador Cette spécificité lui permet d'économiser du poids et d’être exceptionnellement rigide. 
Elle est produite à raison de 40 exemplaires, 20 coupés et 20 roadsters.
Son prix est de 2,1 millions d'euros minimum[réf. souhaitée].

## Caractéristiques techniques
| Vitesse maximale     | >350 km/h                                  |
| Accélération         | 0-100 km/h en 2,8 s                        |
| Distance de freinage | 100-0 km/h sur 30,0 m                      |
| Vitesse moteur       | 8 600 tr/min                               |
| Puissance            | 770 ch                                     |
| Prix                 | 2,1 M€                                     |
| Transmission         | 7 rapports                                 |
| Motricité            | 4 roues motrices                           |
| Moteur               | V12 atmosphérique à 60°, 6 498 cm3 (6,5 l) |
| Poids                | 1 520 kg                                   |
| Rapport poids/puis.  | 1,97 kg/ch                                 |
| 4 roues directrices  | + maniabilité + stabilité                  |
| Dimensions           | 4,924 m de long et 1,143 m de haut.        |

## Galerie

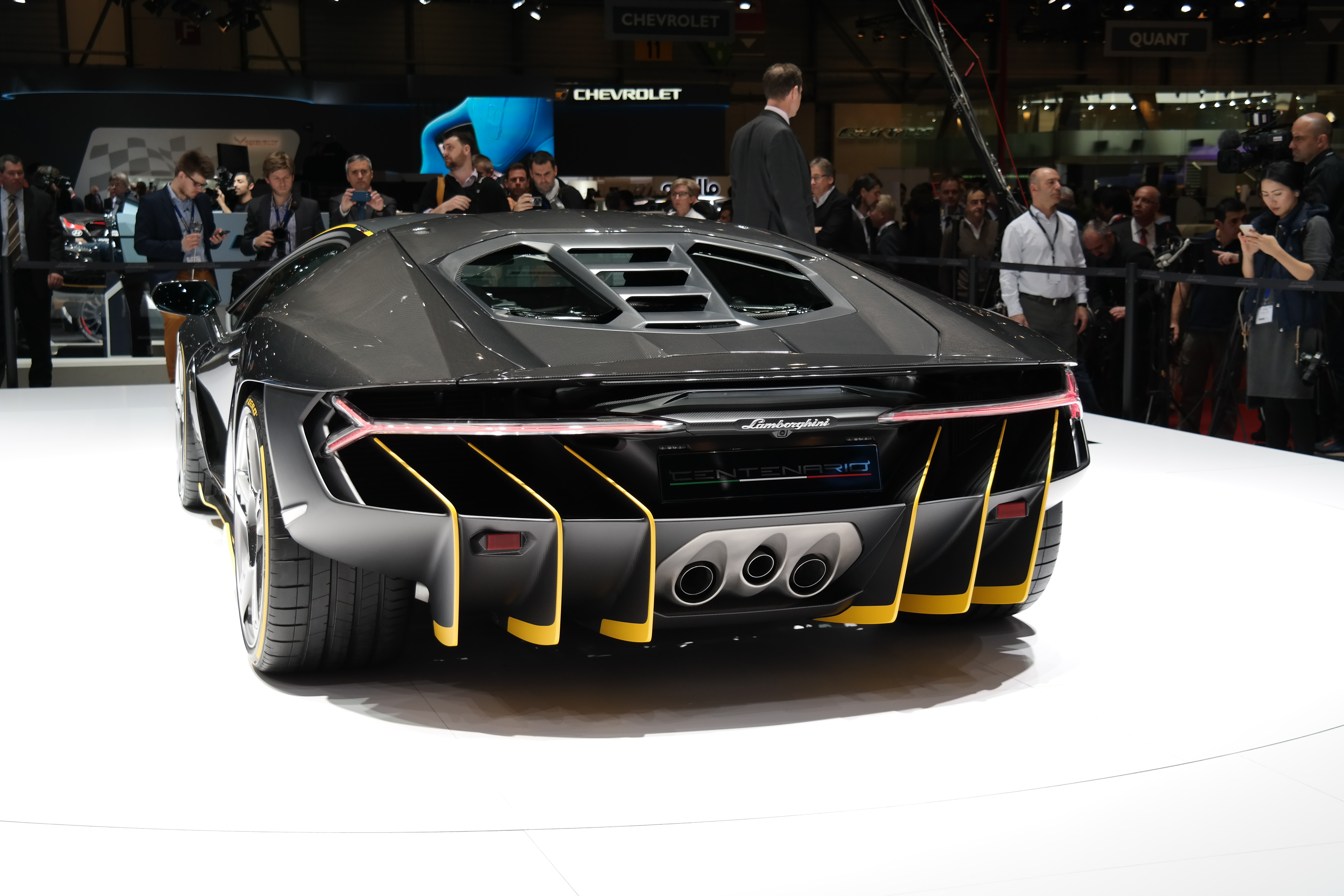
La Centenario vue de 3/4.
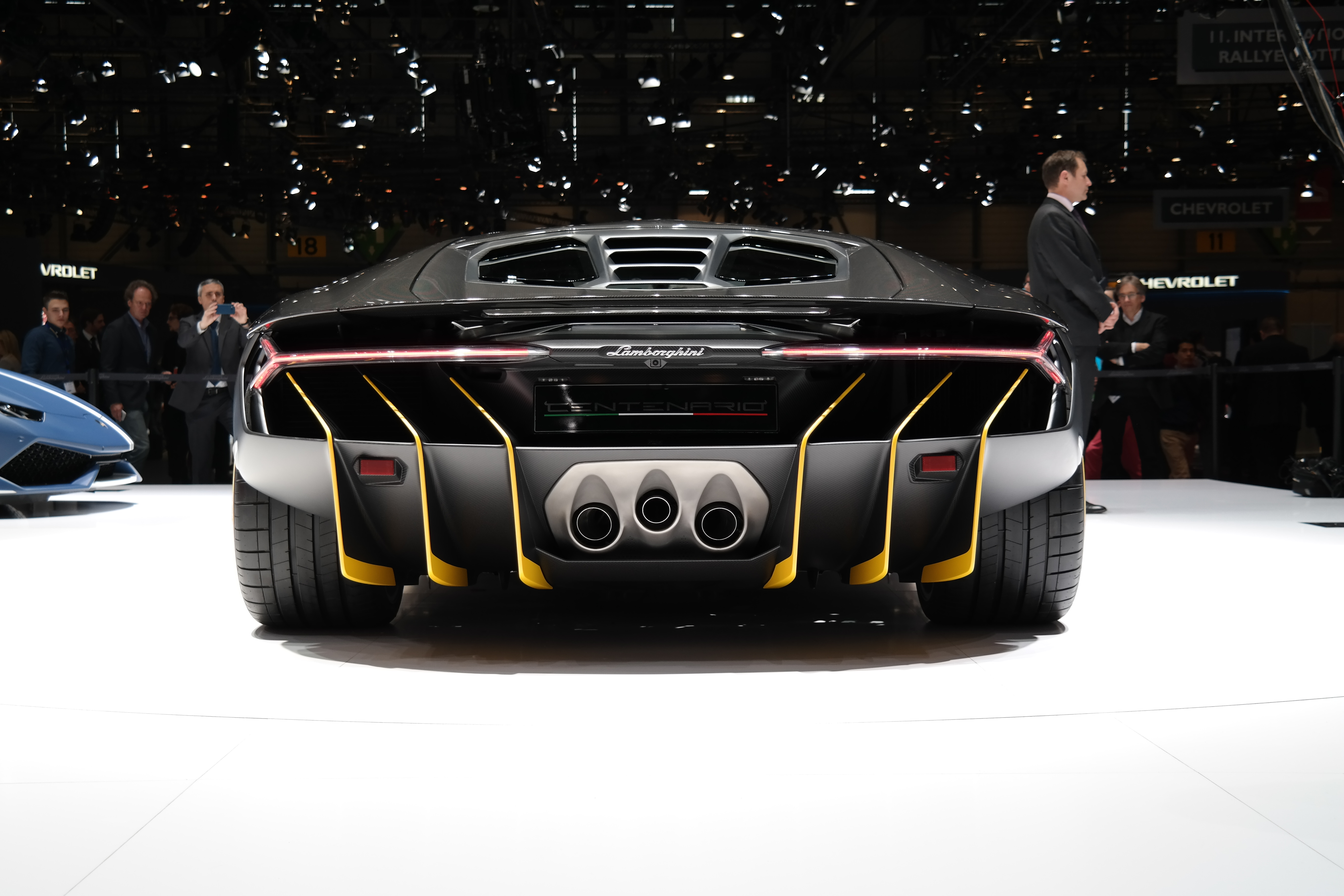
La même voiture vue de derrière.
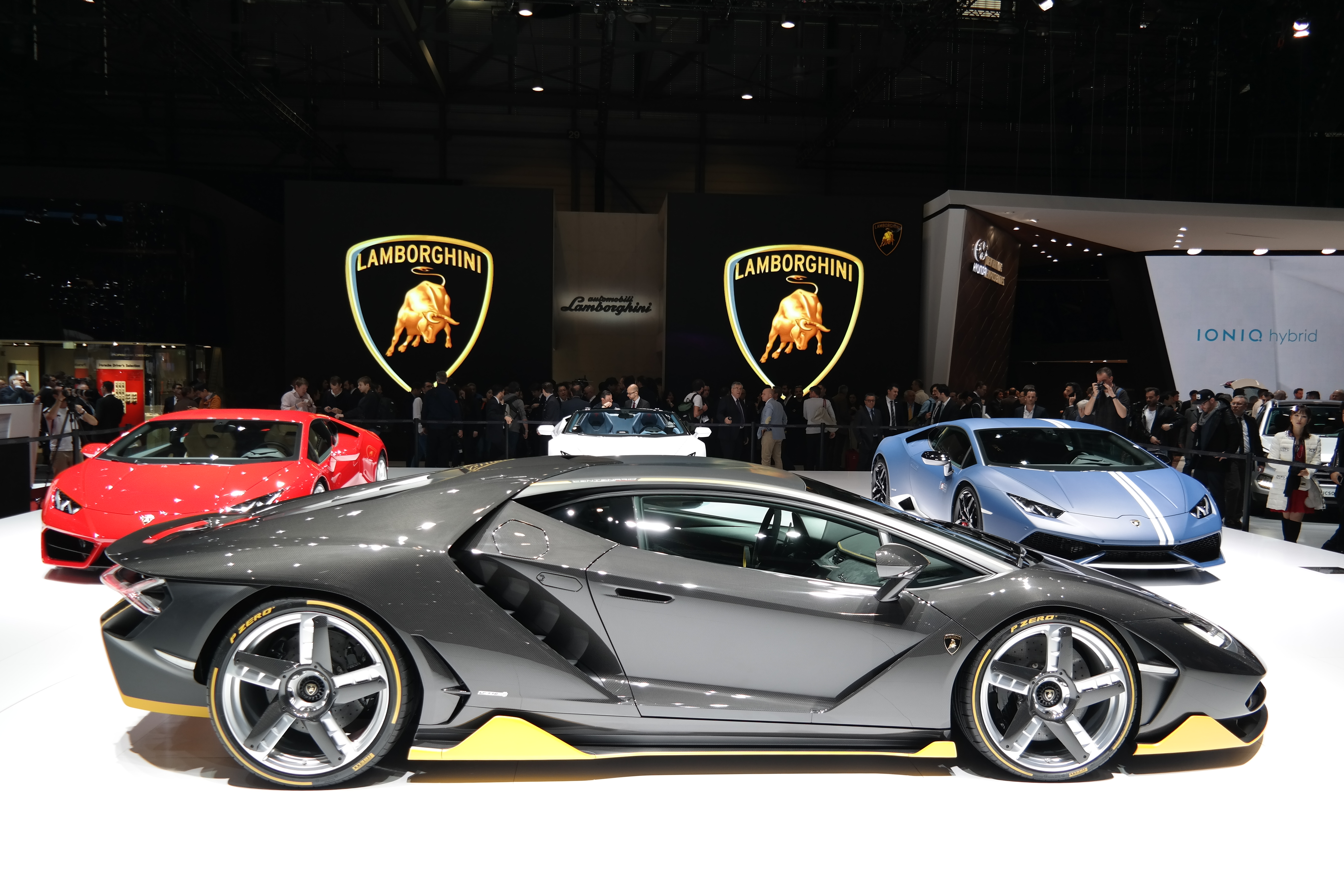
Vue de côté.
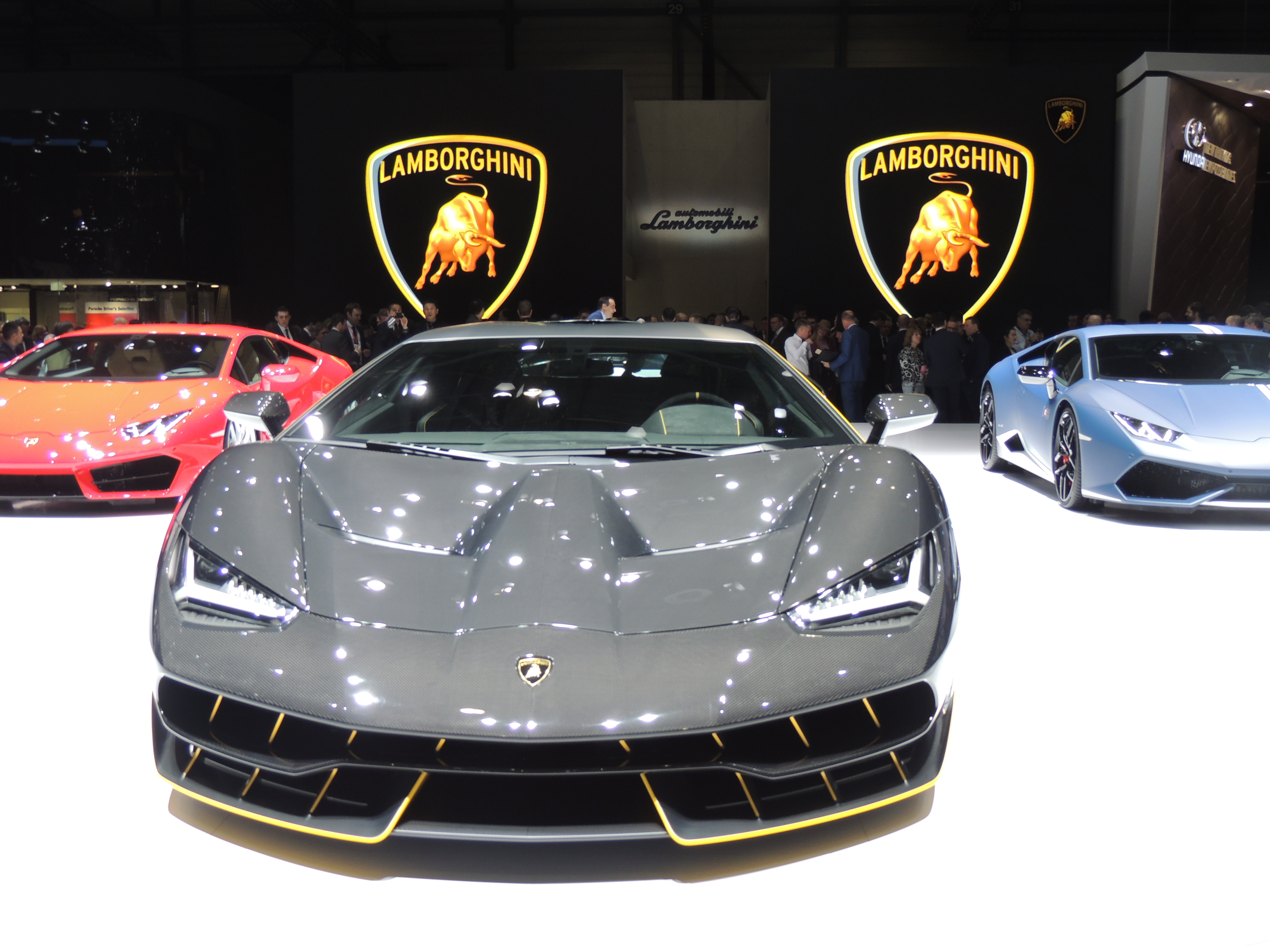
Vue de devant.